# Спираль

Архимедова спираль

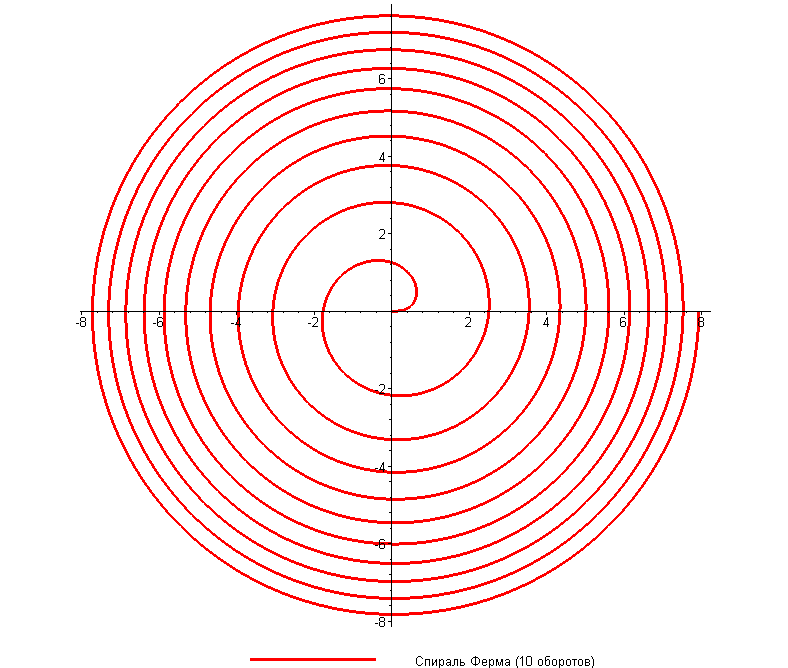
Спираль Ферма

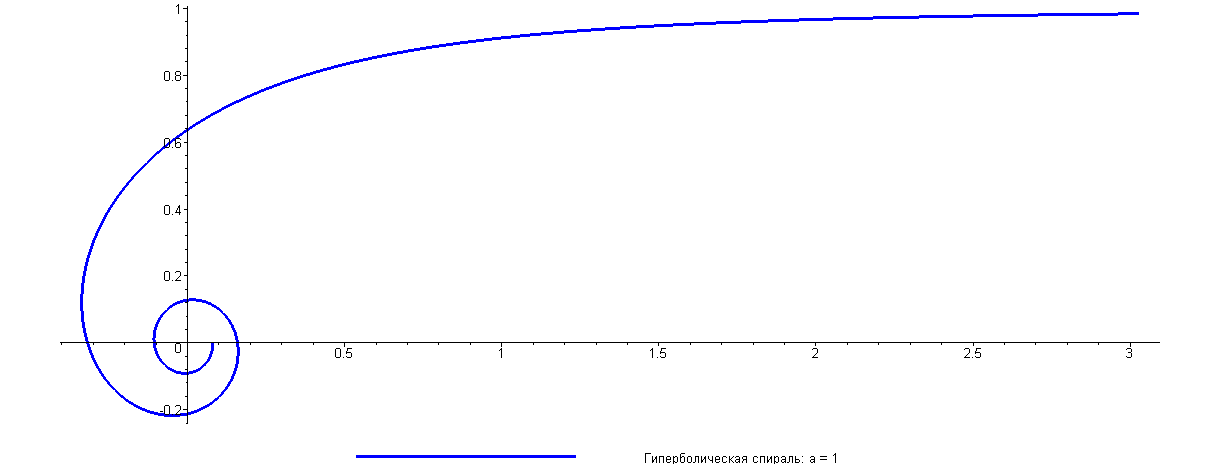
Гиперболическая спираль

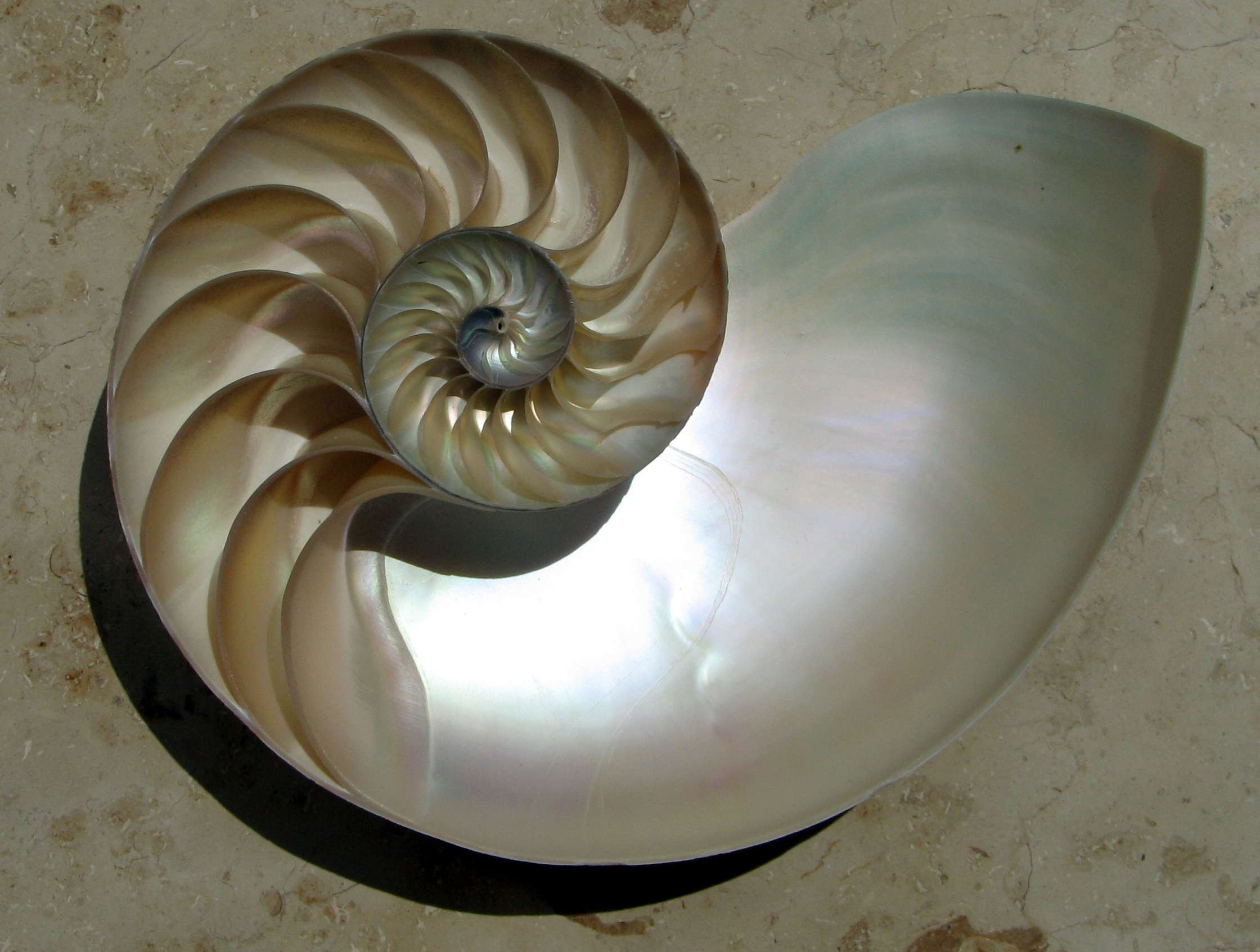
Разрез раковины моллюска Nautilus, напоминающий логарифмическую спираль

Согласно Математической энциклопедии, спиралями называются плоские кривые, которые «обычно обходят вокруг одной точки (или нескольких), приближаясь или удаляясь от неё». Это толкование термина не является строго формализуемым определением. Если какая-то известная кривая содержит в названии эпитет «спираль», то к этому следует относиться как к исторически сложившемуся названию.
Один из вариантов строгого определения, предполагающий монотонность полярного уравнения кривой, не универсален: выбрав другой полюс, можно нарушить имеющуюся монотонность, и только из-за этого кривая «перестанет быть спиралью», при том, что сама она не изменилась. У спирали Котеса полярное уравнение немонотонно, а спираль Корню имеет два полюса и поэтому не описывается целиком в полярных координатах.

## Определения, основанные на монотонности кривизны
Формальное определение спирали, основанное на монотонности кривизны, принято в монографии (глава 3-3, Spiral Arcs). При этом требуется непрерывность кривизны {\displaystyle k(s)} как функции длины дуги кривой, и рассматриваются только выпуклые кривые. Спиралью в этом смысле является четвертинка эллипса (между двумя соседними вершинами). Интерес к таким кривым был во многом связан с теоремой о четырёх вершинах овала, утверждающей (в терминах обсуждаемого определения), что простая замкнутая кривая с непрерывной кривизной состоит как минимум из четырёх спиральных дуг.
Именно такие определения, с теми или иными уточнениями о выпуклости, строгой/нестрогой монотонности, непрерывности и знакопостоянстве кривизны, ограничениями на полный поворот кривой, используются в приложениях из области автоматизированного проектирования. Основные приложения связаны с конструированием скоростных дорог, в частности, построением переходных кривых, обеспечивающих постепенное изменение кривизны вдоль пути.
Более общее определение, не требующее знакопостоянства и непрерывности кривизны, а лишь её монотонности, принято в статье. В рамках этого определения свойство кривой быть спиралью инвариантно относительно дробно-линейных отображений кривой.

## Плоские спирали
Окружность можно считать вырожденным частным случаем спирали (кривизна не строго монотонна, а является константой).
Некоторые из наиболее важных типов двумерных спиралей:
- Архимедова спираль:
{\displaystyle r(\theta )=a+b\theta };
- Спираль Феодора: приближение к архимедовой спирали, состоящее из смежных прямоугольных треугольников
- Спираль Ферма:
{\displaystyle r(\theta )=\theta ^{\frac {1}{2}}}; имеет вершину при {\displaystyle \theta ={\frac {1}{2}}{\sqrt {2{\sqrt {7}}-5}}}.
- Гиперболическая спираль:
{\displaystyle r(\theta )={\frac {a}{\theta }}};
- Жезл: {\displaystyle r=\theta ^{-1/2}}
- Логарифмическая спираль, чья приблизительная форма встречается в природе:
{\displaystyle r(\theta )=ae^{b\theta }};
- Спираль Фибоначчи и золотая спираль, представляющая собой частный случай логарифмической спирали
- Спираль Корню или эйлерова спираль, или клотоида: {\displaystyle k(s)=\pm {\frac {s}{a^{2}}}}.

Архимедова спираль
Спираль Корню
Спираль Ферма
Гиперболическая спираль
Кривая жезл (lituus)
Логарифмическая спираль
Спираль Феодора
Спираль Фибоначчи (Золотая спираль)
Инволюта круга (черная) не совпадает с архимедовой спиралью (красная).

## Трёхмерные спирали

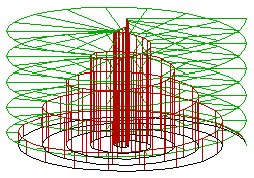
Архимедова спираль (черная), как проекция конической спирали на плоскость, перпендикулярную оси конуса, цилиндрическая спираль (зеленая) и коническая спираль (красная)

Как и в двумерном случае, r — непрерывную монотонную функцию от θ.
Для простых трёхмерных спиралей третья переменная h — также непрерывная монотонная функция от θ. Например, коническая винтовая линия может быть определена как спираль на конической поверхности с расстоянием от вершины как экспоненциальной функцией от θ.
Для сложных трёхмерных спиралей, как, например, сферическая спираль, h возрастает с ростом θ с одной стороны от точки и убывает — с другой.

### Сферическая спираль

Локсодрома от полюса до полюса

Сферическая спираль (локсодрома) — это кривая на сфере, пересекающая все меридианы под одним углом (не прямым). Эта кривая имеет бесконечное число витков. Расстояние между ними убывает по мере приближения к полюсам.

## Тела, имеющие форму спирали
- Раковина у брюхоногих
- Цитоскелет эукариот
- Спираль в балансе механических часов, спиральная пружина в электроизмерительном механизме стрелочного измерительного прибора
- Спиральная заводная пружина в механических часах и в заводных игрушках
- Циклон, Антициклон
- Спиральные галактики
- Коллаген — Фибриллярный белок с правозакрученной спиралью
- Рулон
- ДНК
- Распределение семян в подсолнечнике и других растениях семейства сложноцветные
- Вихрь
- Смерч-вихрь
- Кадуцей
- Омут
- Водоворот
- Аммониты (головоногие)
- Рога
- Романеско (капуста)